# Homografový útok

Příklad homografového útoku – logo Wikipedie, ve kterém jsou písmena „e“ a „a“ nahrazena písmeny z cyrilice

Homografový útok je označení pro počítačový útok, který využívá vnější podobnost různých znaků či slov, tedy existenci povolených homoglyfů (byť vžitý název útoku odkazuje k homografům) v jménech internetových domén. Uživateli je tedy útočníkem podstrčen hypertextový odkaz, který zdánlivě vede na doménu, kterou uživatel považuje za bezpečnou a bude na ní bez obav komunikovat včetně důvěrných údajů (například na ní zadá své heslo), ale ve skutečnosti se jedná o doménu v moci útočníka, který tak ony důvěrné údaje zjistí.
Homografové útoky byly možné už v prvních verzích systému doménových jmen (DNS), neboť i v základní sadě povolených znaků vycházejících z latinky, přesněji v povolené podmnožině znaků tabulky ASCII, se vyskytují homoglyfy l/i/1 nebo 0/O. Jejich výraznější rozvoj nastal ale až po začátku zavádění IDN, doménových jmen v národních abecedách, které nabídly z hlediska homoglyfů útočníkům daleko širší možnosti. Zároveň je také jedním z hlavních důvodů, proč správci některých domén nejvyššího řádu IDN nezavedli a zavést neplánují, nebo s jeho zavedením váhají.
Na straně klientů, zejména webových prohlížečů, je snaha uživatele na problematická doménová jména upozornit. Tedy například u doménových jmen složených ze znaků z různých abeced může prohlížeč uživatele varovat, nebo místo normálního zobrazení nelatinkových znaků zobrazit jiné kódování, například punycode. Útokům může rovněž bránit správce daného prostoru doménových jmen, který nepovolí registraci vzhledově podobných domén. Například ICANN takto dbá na nezaměnitelnost domén nejvyššího řádu.